# Łukasz Biegański

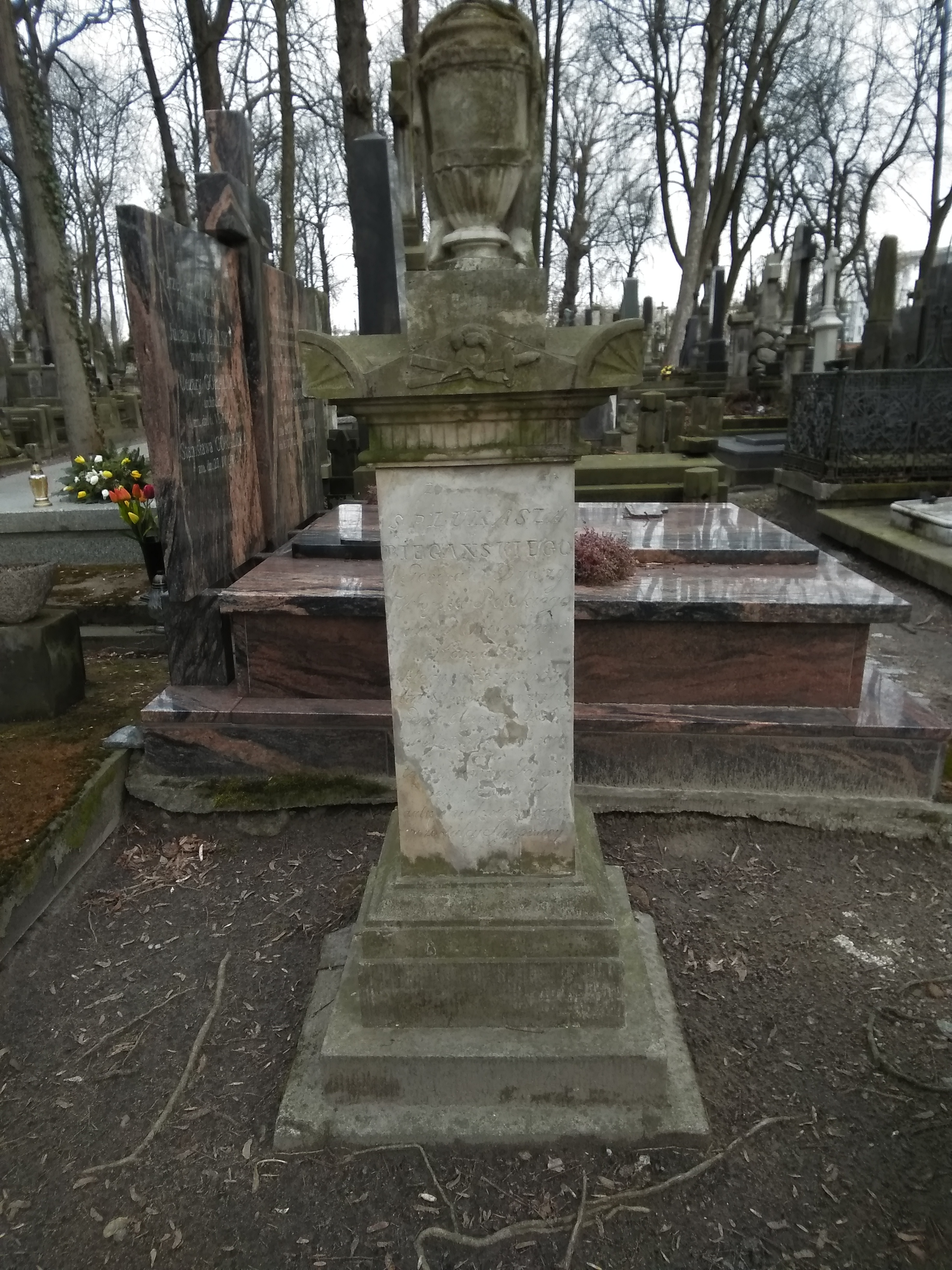
Grób Łukasza Biegańskiego na cmentarzu Powązkowskim

Łukasz Biegański (ur. 18 października 1755 w Młynowcach k. Tarnopola, zm. 6 czerwca 1839 w Warszawie) – ziemianin tatarskiego pochodzenia, generał dywizji Wojska Polskiego.

## Życiorys
Od 1774 w wojsku koronnym. Służbę wojskową rozpoczął w 2 regimencie pieszym koronnym jako szeregowy. W kolejnych latach awansował na furiera, a potem na  podchorążego. W 1782 chorąży.  Na porucznika awansował 30 października 1783, na adiutanta zaś w 1785. W 1792 walczył na Litwie. Po przegranej wojnie był m.in. łącznikiem między Tadeuszem Kościuszką a gen. mjr. Józefem Wodzickim. Po wybuchu powstania został mianowany 31 marca 1794 pierwszym adiutantem Kościuszki w stopniu kapitana, a 13 kwietnia awansował na majora i komendanta batalionu strzelców. Po bitwie pod Maciejowicami wraz z Kościuszką dostał się do niewoli rosyjskiej. Od 1807 przyjęty do armii Księstwa Warszawskiego w stopniu pułkownika. 27 grudnia tego roku otrzymał awans na generała brygady. W 1808 był majorem dywizji w 1 Dywizji. W 1809 walczył przeciwko Austriakom jako dowódca liniowy. W 1812 był komendantem Warszawy, podczas kampanii moskiewskiej. W 1813 aresztowany po kapitulacji Warszawy.
Następnie służył w armii Królestwa Polskiego. W latach 1814–1831 dyrektor Komisariatu Ubiorczego armii Królestwa Polskiego. 3 września 1826 roku awansował na generała dywizji. W 1830 roku odznaczony Znakiem Honorowym za 35 lat służby. W 1831 roku skierowany w stan spoczynku. Osiadł w Warszawie, gdzie zmarł. Za udział w powstaniu nie był represjonowany przez Rosjan.
Był członkiem loży wolnomularskiej Bracia Zjednoczeni w trzecim stopniu rytu (Mistrz).
Odznaczony Orderem Świętego Stanisława II klasy z nadania Aleksandra I Romanowa, a wcześniej Krzyżem Kawalerskim Orderu Virtuti Militari w 1808.
Spoczywa na cmentarzu Powązkowskim w Warszawie (kwatera 26, rząd 5, grób 30).